# Aide au retour à domicile après hospitalisation
En France, l'aide au retour à domicile après hospitalisation (ARDH) vise à accompagner le retour chez elles de personnes âgées, après une hospitalisation, et ce dans de bonnes conditions de sécurité, de sérénité et de confort. Cette aide versée pour une durée initiale de 3 mois par l'assurance retraite s'adresse à des personnes fragilisées par l'âge, l'isolement, et le manque de ressources financières.
Les dépenses couvertes par l'ARDH peuvent être des aides humaines, techniques, ou des prestations de service.
L'ARDH se combine à d'autres aides de l'État comme l'allocation personnalisée d'autonomie dont l'attribution est fonction de la dépendance et des ressources financières de la personne concernée.

## Les types d'aide au retour à domicile après hospitalisation
- L’aide à domicile : entretien du logement, courses, préparation des repas, toilette, habillage, rappels ou encore ménage.
- L’aide médicale : accueil de jour et soins
- L’aide dans la vie quotidienne : portage de repas, téléassistance, transport et accompagnement
- L’aide technique : aménagements du domicile grâce à la domotique afin d'apporter  du confort de limiter les risques d'accident au sein de l'habitation [3]

## Les montants accordés
L’ARDH prendre en charge entre 10 et 73% des frais liés à l’aide à domicile avec un plafonnement à 1 800€.

## Les conditions à remplir
Pour bénéficier de l’ARDH, les demandeurs doivent :
- Être retraité du régime général de la Sécurité sociale,
- Ne pas être hébergé dans une famille d’accueil,
- Avoir exercé son activité professionnelle la plus longue au régime général
- Être âgé de plus de 55 ans
- Relever des groupes iso ressources GIR 5 ou GIR 6 au moment de l'évaluation[5]

## Formuler une demande
La demande est émise directement par l’hôpital dans lequel a été admis le patient. Selon la structure, c’est l’assistant de service social ou le cadre de l’unité dans laquelle la personne est hospitalisée qui effectue la demande d'aide qui sera transmise au service social de la caisse de retraite du patient. Une fois le dossier de demande transmis, un évaluateur rend visite au demandeur afin d'adapter le plan d'action à l'environnement du patient. L'évaluateur peut être un service d’action sociale de la caisse de retraite du patient (CRAMIF, CARSAT, MSA ou RSI), ou du CLIC ou du CCAS, ou d’une section d’évaluation à domicile de la CNAV, ou encore d’une équipe médico-sociale du Conseil général. À la suite de cette visite, le plan d'action personnalisé préconisé sera soumis à la caisse de retraite du demandeur pour validation.